# Jonathan Burkardt
Jonathan Burkardt, né le 11 juillet 2000 à Darmstadt en Allemagne, est un footballeur allemand qui évolue au poste d'avant-centre à l'Eintracht Francfort.

## Biographie

### FSV Mayence
Né à Darmstadt en Allemagne, Jonathan Burkardt est formé par le club de sa ville natale, le SV Darmstadt 98. En 2014 il rejoint le FSV Mayence, où il poursuit sa formation. Le 15 juin 2018 Jonathan Burkardt signe son premier contrat professionnel avec le FSV Mayence, à 17 ans. Il participe ensuite à la préparation d'avant-saison de l'équipe première lors de l'été 2018. Le 15 septembre de la même année Burkardt joue son premier match avec l'équipe première, à l'occasion d'une rencontre de Bundesliga contre le FC Augsbourg. Il est titularisé au poste d'ailier gauche ce jour-là et son équipe s'impose sur le score de deux buts à un.
En novembre 2018 Burkardt prolonge son contrat avec son club formateur jusqu'en 2022.
Le 17 juin 2020, Jonathan Burkardt inscrit son premier but en professionnel, lors d'une match de championnat face au Borussia Dortmund au Signal Iduna Park. Il ouvre le score sur une passe décisive de Ridle Baku et son équipe s'impose par deux buts à zéro ce jour-là.
Le 10 juin 2021, Burkardt prolonge son contrat avec Mayence, signant un contrat courant jusqu'en juin 2024.

### Eintracht Francfort
Jonathan Burkardt rejoint l'Eintracht Francfort le 4 juillet 2025. Il signe avec son nouveau club un contrat courant jusqu'en juin 2030.

### En sélection
Avec les moins de 16 ans, il est l'auteur d'un doublé face à la Tchéquie, le 19 novembre 2015 (victoire 3-0).
Avec les moins de 17 ans, il est l'auteur d'un doublé face à l'Italie, le 11 septembre 2016 (victoire 2-1).
Burkardt représente également les moins de 20 ans. Il joue un total de cinq matchs avec cette sélection, tous en 2019.
Jonathan Burkardt joue son premier match avec l'équipe d'Allemagne espoirs le 3 septembre 2020 contre la Moldavie. Il entre en jeu à la place de Mërgim Berisha lors de cette rencontre remportée par les jeunes allemands sur le score de quatre buts à un. Le 9 octobre 2020 il fête sa deuxième sélection avec les espoirs, en étant titularisé, encore une fois face à la Moldavie. Il se fait remarquer ce jour-là en inscrivant son premier but, participant à la victoire des siens (0-5).
Le 2 septembre 2021 Burkardt réalise son premier doublé pour les espoirs lors d'un match face à Saint-Marin. Titulaire, il participe à la victoire de son équipe par six buts à zéro.

## Palmarès

### En équipe nationale
Allemagne espoirs
- Vainqueur du championnat d'Europe espoirs en 2021

## Statistiques
| Saison                | Club                  | Championnat           | Championnat | Championnat | Championnat | Coupe(s) nationale(s) | Coupe(s) nationale(s) | Coupe(s) nationale(s) | Compétition(s) continentale(s) | Compétition(s) continentale(s) | Compétition(s) continentale(s) | Compétition(s) continentale(s) | Total | Total | Total |
| Saison                | Club                  | Division              | M.          | B.          | P.d.        | M.                    | B.                    | P.d.                  | Comp.                          | M.                             | B.                             | P.d.                           | M.    | B.    | P.d.  |
| 2018-2019             | FSV Mayence 05        | Bundesliga            | 4           | 0           | 0           | -                     | -                     | -                     | -                              | -                              | -                              | -                              | 4     | 0     | 0     |
| 2019-2020             | FSV Mayence 05        | Bundesliga            | 8           | 1           | 0           | 1                     | 0                     | 0                     | -                              | -                              | -                              | -                              | 9     | 1     | 0     |
| 2020-2021             | FSV Mayence 05        | Bundesliga            | 29          | 2           | 0           | 2                     | 0                     | 1                     | -                              | -                              | -                              | -                              | 31    | 2     | 1     |
| 2021-2022             | FSV Mayence 05        | Bundesliga            | 34          | 11          | 3           | 3                     | 3                     | 1                     | -                              | -                              | -                              | -                              | 37    | 14    | 4     |
| 2022-2023             | FSV Mayence 05        | Bundesliga            | 11          | 1           | 2           | 1                     | 0                     | 0                     | -                              | -                              | -                              | -                              | 12    | 1     | 2     |
| 2023-2024             | FSV Mayence 05        | Bundesliga            | 21          | 8           | 2           | -                     | -                     | -                     | -                              | -                              | -                              | -                              | 21    | 8     | 2     |
| 2024-2025             | FSV Mayence 05        | Bundesliga            | 29          | 18          | 2           | 1                     | 1                     | 0                     | -                              | -                              | -                              | -                              | 30    | 19    | 2     |
| Sous-total            | Sous-total            | Sous-total            | 136         | 41          | 9           | 8                     | 4                     | 2                     | -                              | -                              | -                              | -                              | 144   | 45    | 11    |
| 2025-2026             | Eintracht Francfort   | Bundesliga            | 0           | 0           | 0           | 1                     | 0                     | 0                     | C1                             | -                              | -                              | -                              | 1     | 0     | 0     |
| Sous-total            | Sous-total            | Sous-total            | 0           | 0           | 0           | 1                     | 0                     | 0                     | -                              | -                              | -                              | -                              | 1     | 0     | 0     |
| Total sur la carrière | Total sur la carrière | Total sur la carrière | 136         | 41          | 9           | 9                     | 4                     | 2                     | -                              | -                              | -                              | -                              | 145   | 45    | 11    |

### En sélection
| Saison                | Sélection             | Phases finales        | Phases finales | Phases finales | Phases finales | Éliminatoires | Éliminatoires | Éliminatoires | Ligue Nations | Ligue Nations | Ligue Nations | Matchs amicaux | Matchs amicaux | Matchs amicaux | Total | Total | Total |
| Saison                | Sélection             | Compétition           | M              | B              | Pd             | M             | B             | Pd            | M             | B             | Pd            | M              | B              | Pd             | M     | B     | Pd    |
| --------------------- | --------------------- | --------------------- | -------------- | -------------- | -------------- | ------------- | ------------- | ------------- | ------------- | ------------- | ------------- | -------------- | -------------- | -------------- | ----- | ----- | ----- |
| 2024-2025             | Allemagne             | -                     | -              | -              | -              | -             | -             | -             | 3             | 0             | 0             | -              | -              | -              | 3     | 0     | 0     |
| Total sur la carrière | Total sur la carrière | Total sur la carrière | -              | -              | -              | -             | -             | -             | 3             | 0             | 0             | -              | -              | -              | 3     | 0     | 0     |